# جعفر آل طوق
جعفر إبراهيم علي آل طوق (2 أبريل 1980) لاعب كرة قدم بحريني يلعب حاليا لصالح نادي الدرجة الأولى الرفاع البحريني في مركز المهاجم من 2006.

## الإنجازات

### الرفاع
- الدوري البحريني الممتاز (2): 2012، 2014
- كأس الاتحاد البحريني (1): 2014